# Fuerte de Samaipata
Fuerte de Samaipata (vesting van Samaipata) is een ruïnestad uit de Incacultuur. De archeologische plaats ligt in Bolivia en werd in 1998 geplaatst op de Werelderfgoedlijst.
El Fuerte de Samaipata ligt op een bergplateau van de oostelijke Andes op 1950 meter boven zeeniveau. De locatie ligt in de buurt van het kleine plaatsje Samaipata en ca. 120 km zuidwestelijk van Santa Cruz de la Sierra.
El Fuerte werd mogelijk gebruikt bij het bepalen van een belangrijk element in de Maya- en Inca-astronomie, de Venuskalender, zie Wiraqocha.
Het gebied omvat 40 hectare en bestaat uit een zandstenen heuvel met vele inkervingen (van onder meer afbeeldingen, maar ook kanalen), waarschijnlijk het ceremoniële deel van de oude stad uit de 14e tot de 16e eeuw, en het gebied ten zuiden van de heuvel die het bestuurlijke en woongedeelte van de stad vormde.

Galerij
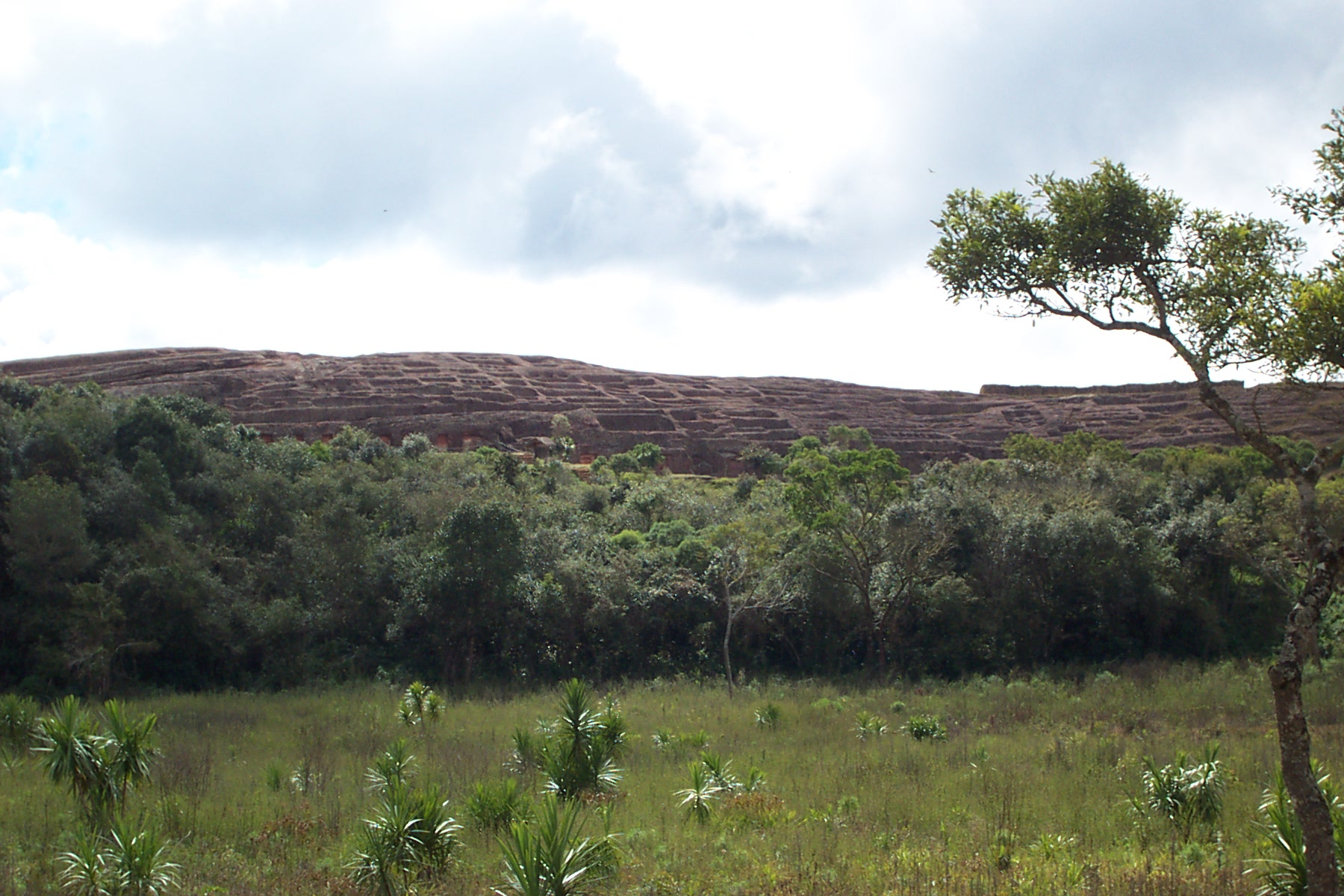
Overzicht vanaf de plaats van de oude stad
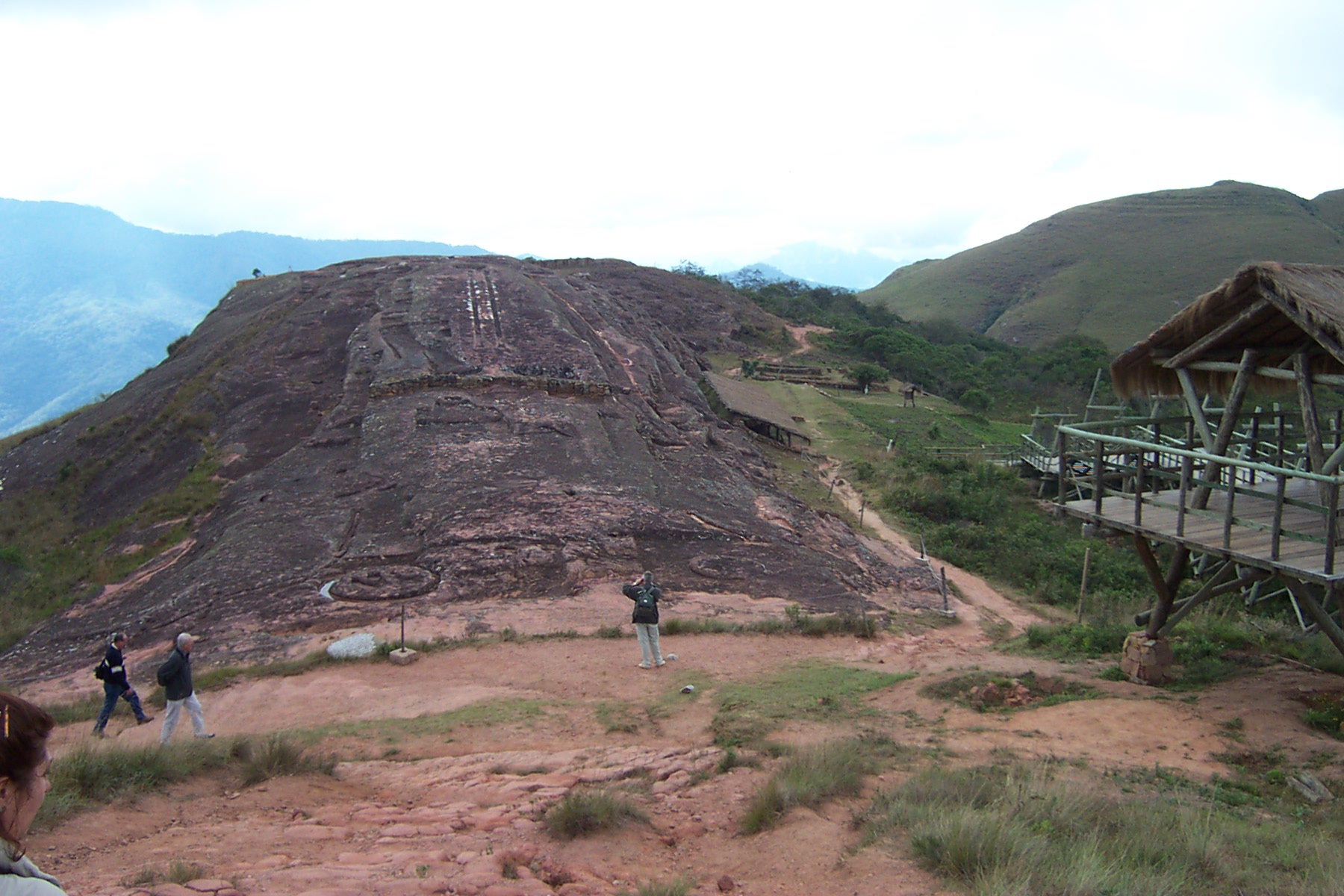
De monoliet met figuren
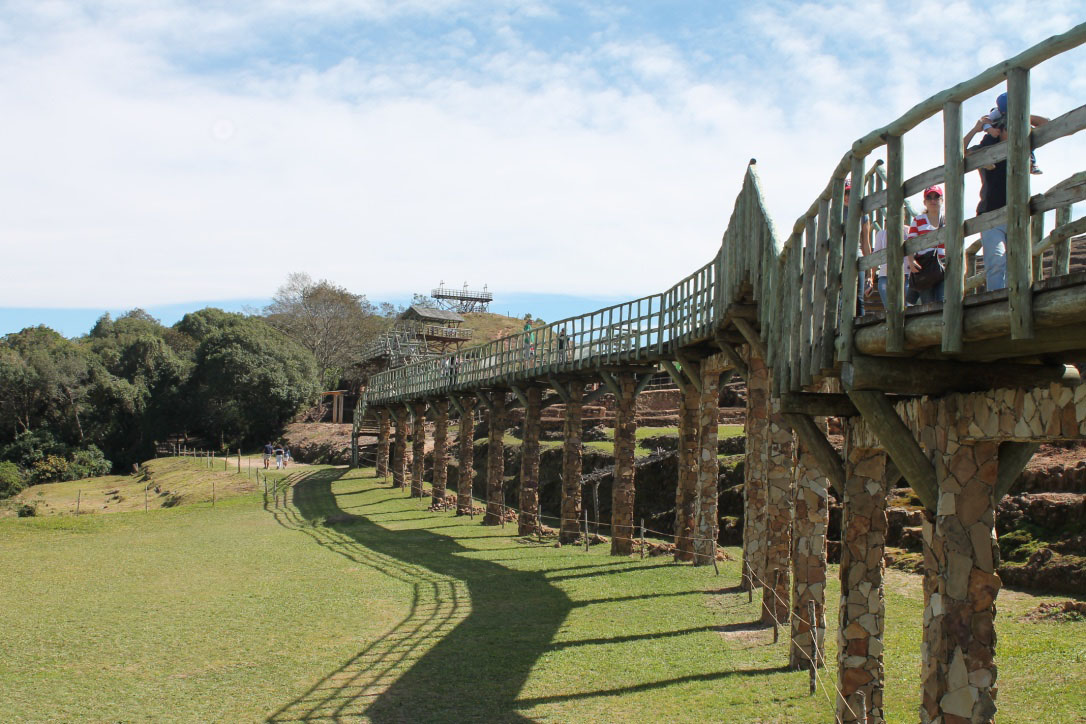
Voetgangersbrug bij Fuerte de Samaipata